# Rhizothrix quadriseta
Rhizothrix quadriseta är en kräftdjursart som beskrevs av Wells 1967. Rhizothrix quadriseta ingår i släktet Rhizothrix och familjen Rhizothricidae. Inga underarter finns listade i Catalogue of Life.